# Wagner Lakes
Wagner Lakes är sjöar i Kanada.   De ligger i provinsen British Columbia, i den sydvästra delen av landet, 3 700 km väster om huvudstaden Ottawa. Wagner Lakes ligger 1 068 meter över havet.
I omgivningarna runt Wagner Lakes växer i huvudsak barrskog. Runt Wagner Lakes är det glesbefolkat, med 14 invånare per kvadratkilometer.